# HD192674
HD192674 — хімічно пекулярна зоря спектрального класу B9, що має видиму зоряну величину в смузі V приблизно  7,3.
Вона  розташована на відстані близько 528,6 світлових років від Сонця.

## Пекулярний хімічний склад
Зоряна атмосфера HD192674 має підвищений вміст 
Cr
.